# Barbara Cartland

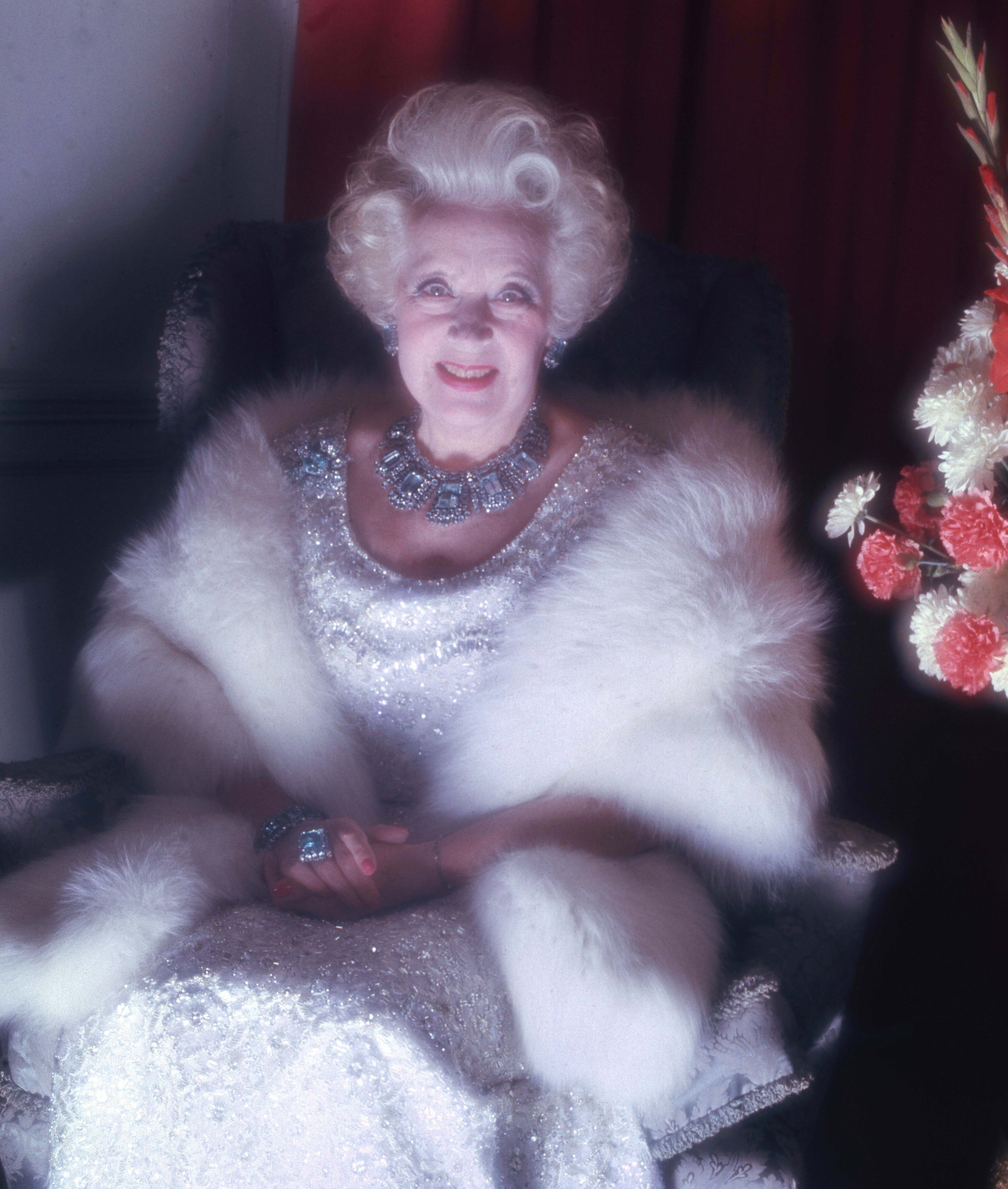
Barbara Cartland im Jahr 1987

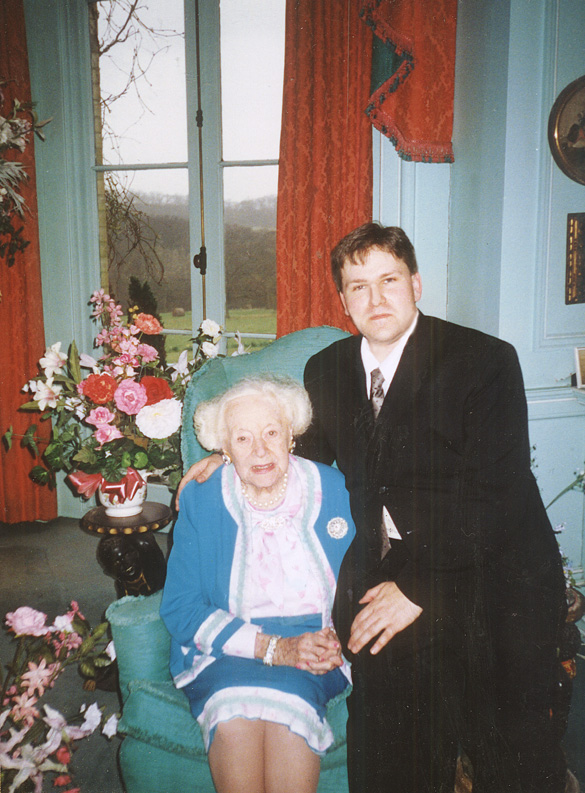
Barbara Cartland im Jahr 2000, mit dem Reporter Randy Bryan Bigham

Dame Mary Barbara Hamilton Cartland (* 9. Juli 1901 in Edgbaston, Birmingham, England; † 21. Mai 2000 in Camfield Place, Hatfield, Hertfordshire) war eine englische Autorin. Neben Denise Robins gilt Cartland als die bedeutendste britische Autorin von Liebesromanen im 20. Jahrhundert.

## Leben und Werk
Mary Barbara Hamilton Cartland war das älteste Kind des Majors der British Army, Major Bertram (Bertie) Cartland (um 1876–1918), und seiner Frau Mary (Polly) Hamilton Scobell (1877–1976). Obwohl sie in eine Familie der Mittelklasse hineingeboren wurde, wurde die Familie schwer erschüttert, als ihr väterlicher Großvater, James Cartland, ein Finanzier, im Zuge einer Insolvenz durch Suizid starb. Im Mai 1918 fiel ihr Vater in der Dritten Aisneschlacht während des Ersten Weltkrieges. Ihre Mutter eröffnete in London ein Kleidergeschäft, um die Familie, Barbara und ihre beiden Brüder Ronald (* 1907) und Anthony (* 1913), durchzubringen. Beide Brüder fielen im Zweiten Weltkrieg auf dem Schlachtfeld bei Dünkirchen, am 29. bzw. 30. Mai 1940. Ihre einzige Schwester war bereits um 1911 kurz nach ihrer Geburt gestorben.
Nachdem Barbara das Malvern Girls’ College in Great Malvern, Worcestershire, und Abbey House, ein Erziehungsinstitut in Hampshire, besucht hatte, wurde sie zu einer erfolgreichen Journalistin und Klatschreporterin. Ihr erster Roman, Jigsaw, wurde 1923 veröffentlicht.
Von 1927 bis 1932 war Barbara Cartland mit Alexander George McCorquodale (1897–1964) verheiratet, einem früheren Captain der British Army. Dieser war der Erbe eines großen Vermögens, das mit Druckereien angesammelt worden war. Mit ihm hatte sie eine Tochter, Raine McCorquodale (1929–2016). Diese wurde 1947 „Debütantin des Jahres“, war von 1948 bis 1976 mit Gerald Legge, 9. Earl of Dartmouth († 1997), ab 1976 mit John Spencer, 8. Earl Spencer († 1992) und von 1993 bis 1995 mit Jean-François de Chambrun († 2015) verheiratet und wurde über ihre zweite Ehe 1976 die Stiefmutter von Diana, Princess of Wales. 
Barbara Cartland heiratete 1936 nach ihrer Scheidung, bei der es Klagen und Gegenklagen wegen Untreue gab, Hugh McCorquodale (1898–1963), einen Cousin ihres ersten Mannes. Mit ihrem zweiten Ehemann, ebenfalls ein früherer Offizier der British Army, hatte Barbara Cartland zwei Söhne, Ian Hamilton McCorquodale (1937–2023), der Vorstand bei Debrett’s wurde, und Glen McCorquodale (* 1939), der als Börsenmakler Karriere machte.
Barbara Cartlands Image als selbsternannte Expertin für Romantik brachte ihr in späteren Jahren viel Spott ein, aber ihre Romane waren äußerst erfolgreich: Sie verkaufte über eine Milliarde Bücher. Nach eigener Aussage war Barbara Cartland seit zwanzig Jahren die einzige Person auf der Welt, die alle 14 Tage einen Roman fertigstellte. Die Titelbilder für ihre Bücher malte sie selbst. Ihre Verleger schätzen, dass sie insgesamt 724 Titel schrieb. 2004 wurden in ihrem Nachlass 160 unveröffentlichte Romane entdeckt.
In Anerkennung ihrer Leistungen wurde sie 1991 von Königin Elisabeth II. als Dame Commander des Order of the British Empire geadelt.

## Verfilmungen
- 1987: Wagnis der Liebe
- 1989: Gefährdete Liebe
- 1990: Ein Phantom in Monte Carlo
- 1991: Duell der Leidenschaften

## Filme
- Christoph Weinert (Buch und Regie): Geboren 1900. BRD, USA, GB 1999/2000 (75 Min., Erstausstrahlung: August 2000 auf ARTE). – In dem Film blicken die britische Autorin Barbara Cartland, der deutsche Philosoph Hans-Georg Gadamer und der amerikanische Theaterregisseur Martin Magner auf hundert Lebensjahre zurück.